# Château de Kernabat
Le château de Kernabat est situé à Plouisy en France.

## Localisation
Le château est situé sur la commune de Plouisy au lieu-dit de Kernabat dans le département  des Côtes-d'Armor, dans la région Bretagne.

## Description
Le château est un ensemble comprenant un corps de logis principal avec une aile en retour, une chapelle, un corps de communs, un colombier, un portail d'entrée, un mail et des jardins en terrasse.

## Historique
Le domaine date pour l'essentiel du dernier tiers du XVIIe siècle (certains détails architecturaux remontent au XVIe siècle, date de la construction d'un premier manoir). Le logis, reconstruit vers 1680-1700 pour Claude d'Acigné, englobe l'ancien manoir de la fin du XVIe siècle. Vendu en 1888 aux Kerouartz, le château est restauré en 1901 par Dussauze, architecte à Angers, qui reconstruit la façade sur jardin de la chapelle, et modifie des toits des communs. Le bâtiment, abandonné depuis 1912, a récemment été racheté par une congrégation religieuse.
Il est inscrit partiellement au titre des monuments historiques par arrêté du 22 octobre 1997.

## Protection
Éléments protégés : le château, ainsi que les communs, le colombier, les parcelles correspondant aux jardins, terrasses, mail avec les murs.

## Galerie

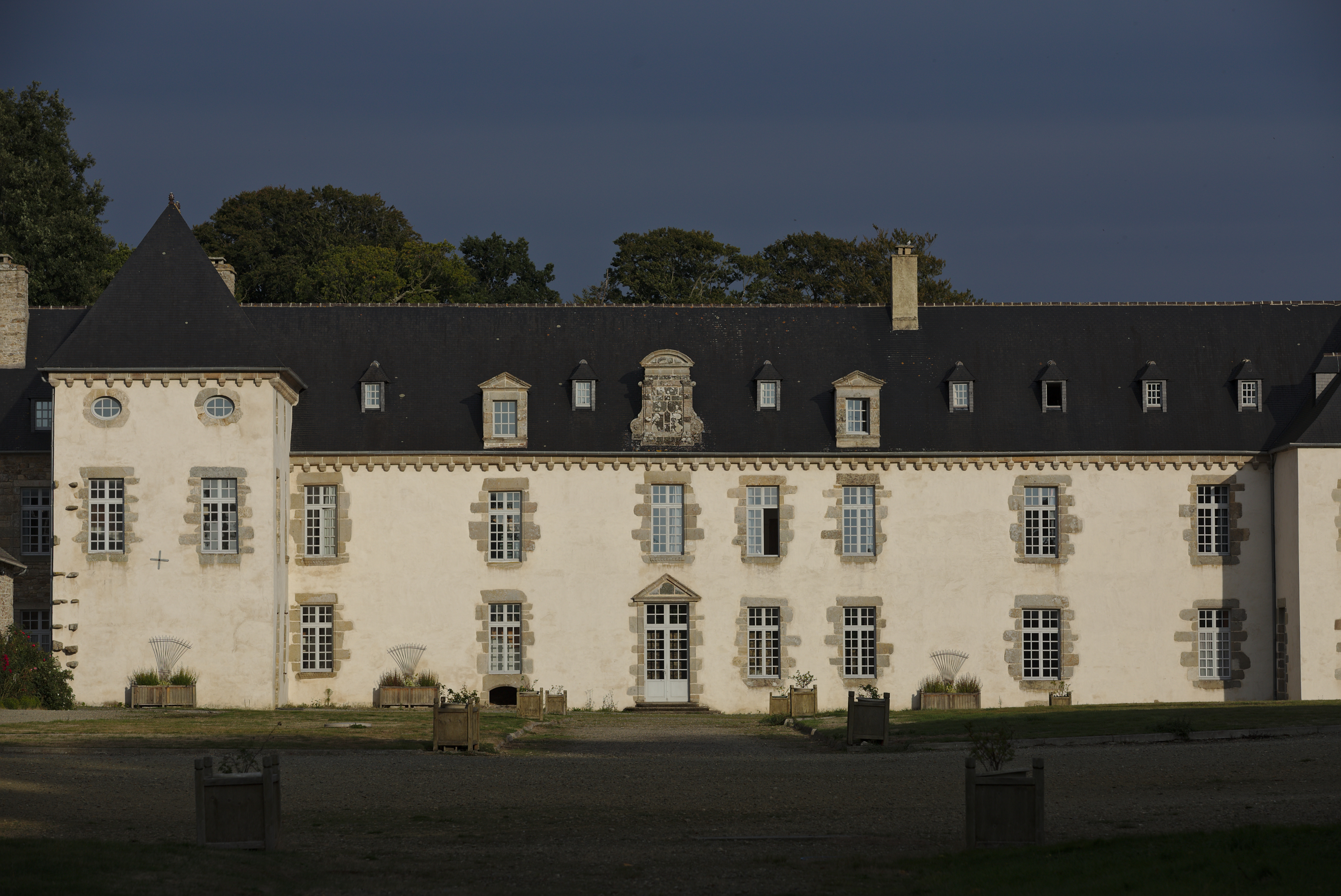
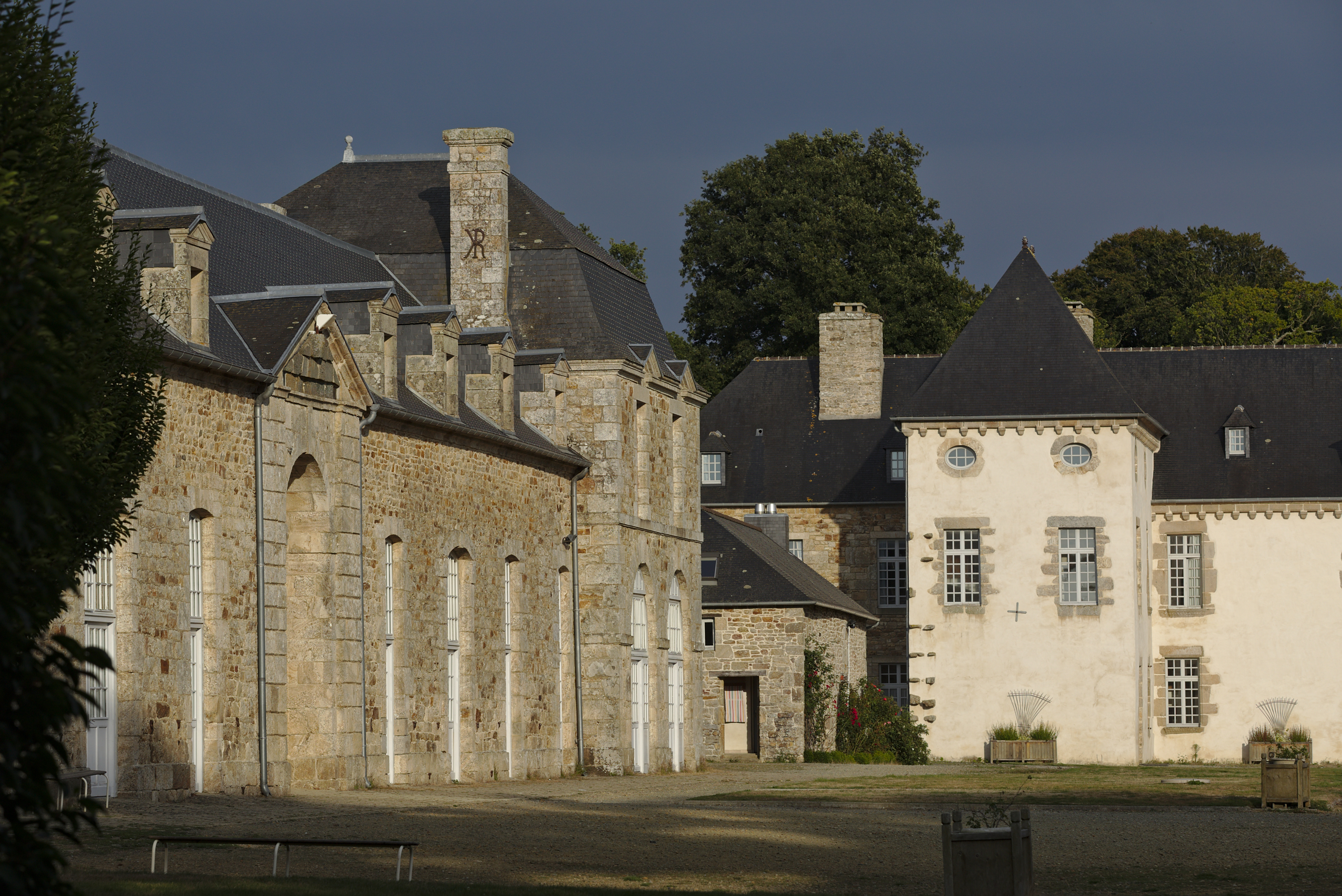
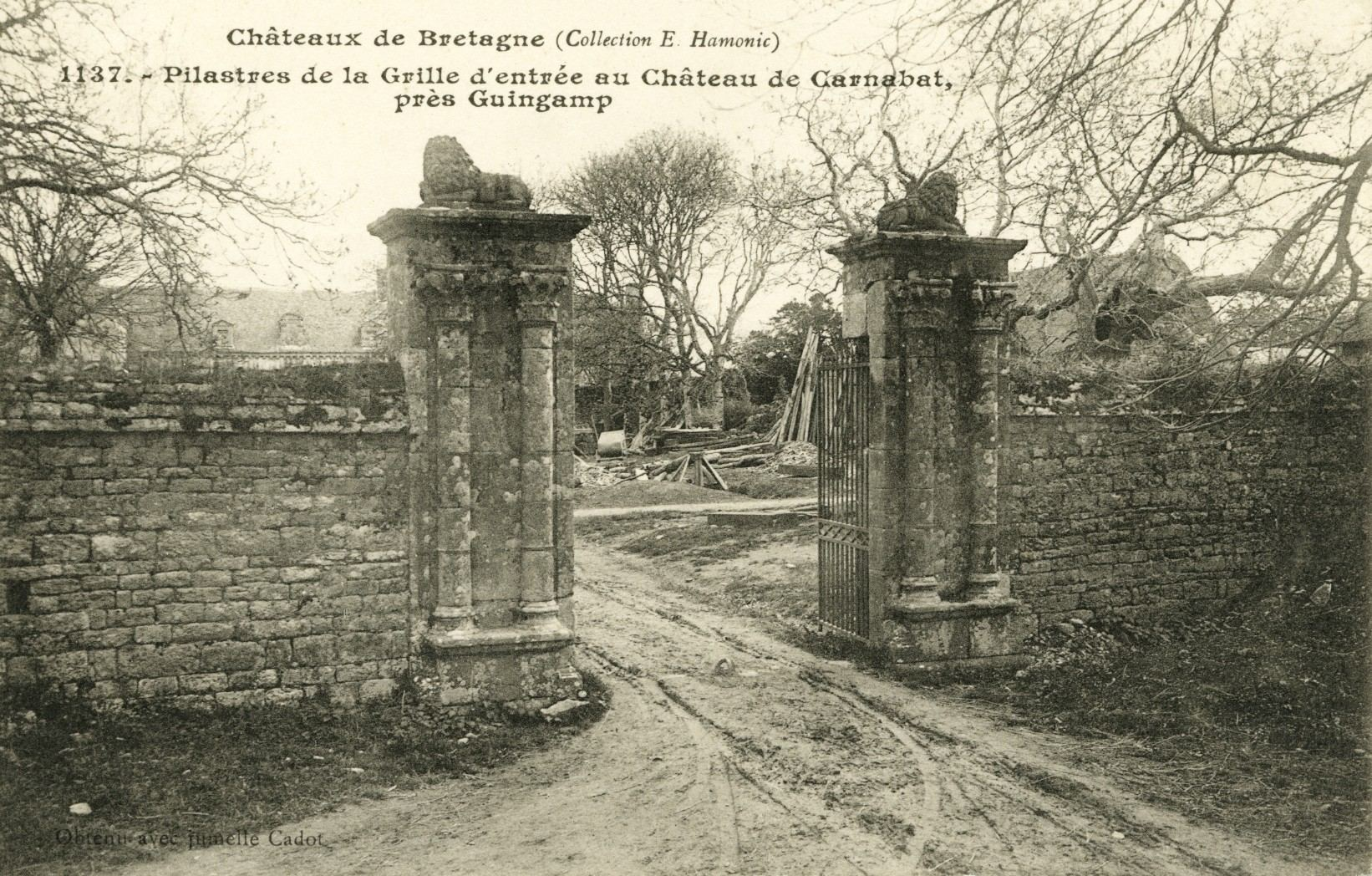